# Habo kommun
Habo kommun er en kommune i Jönköpings län i Sverige.
Habo ligger ved søen Vätterns vestlige bred i Västergötland, ikke langt fra Jönköping og Mullsjö.  En seværdighed er Habo kyrka, der fik sit nuværende udseende i 1723.

## Historie
Ved kommunalreformen i 1952 blev kommunerne Gustav Adolf og Habo lagt samman som storkommunen Habo.  Brandstorps kommun kom samtidig til at indgå i storkommunen Fågelås.  Ved næste kommunalreform indgik Habo-Mullsjö i en såkaldt kommuneblok, men denne blev aldrig færdigdannet.  I 1973 blev Habo lagt sammen med Brandstorps församling (sogn) fra den opløste Fågelås kommun og dannede den nye Habo kommun.  Ved dannelsen af Västra Götalands län i 1998 blev kommunen og naboen Mullsjö overført fra Skaraborgs län til Jönköpings län, efter indbyggerne havde stemt for det i en vejledende folkeafstemning.

## Byområder
Der er tre byområder i Habo kommun.
I tabellen vises byområderne i størrelsesorden pr. 31. december 2005.  Hovedbyen er markeret med fed skrift. 
| # | Byområde  | Befolkning |
| - | --------- | ---------- |
| 1 | Habo      | 6.244      |
| 2 | Furusjö   | 344        |
| 3 | Fagerhult | 317        |

57°55′00″N 14°04′00″Ø / 57.916666666667°N 14.066666666667°Ø